# Colombar waalia
Treron waalia
Espèce
Statut de conservation UICN

 LC  : Préoccupation mineure
Le Colombar waalia (Treron waalia) ou Pigeon à épaulettes violettes, est une espèce d’oiseaux appartenant à la famille des Columbidae.
Son aire s'étend notamment à travers le Soudan (région) jusqu'à la mer Rouge et la savane du Piémont arabe du sud-ouest (en) et les monts Dhofar (en).